# تادئوش ماریا روستوروسکی
تادئوش ماریا روستوروسکی (لهستانی: Tadeusz Maria Rostworowski؛ ۲۱ مارس ۱۸۶۰ – ۲۳ اوت ۱۹۲۸) معمار و نقاش لهستانی بود.